# Jan van de Venne
Jan van de Venne (ou Pseudo-van de Venne ou Maître des Tziganes) est un peintre flamand actif entre 1616 et 1651 connu pour ses scènes de genre représentant le plus souvent des gitans, ainsi que pour ses têtes d'expression caricaturales (tronies).

## Biographie
Sous le nom « Pseudo-van de Venne » furent regroupés un certain nombre de tableaux attribués à Jan van de Venne, frère présumé du peintre hollandais Adriaen Pietersz van de Venne. C'est seulement en 1978 que Jacques Foucart a définitivement identifié l'artiste comme étant le peintre flamand Jan van de Venne,. L'artiste est aussi appelé « Maître des Tziganes » en raison de ses nombreux tableaux de gitans.

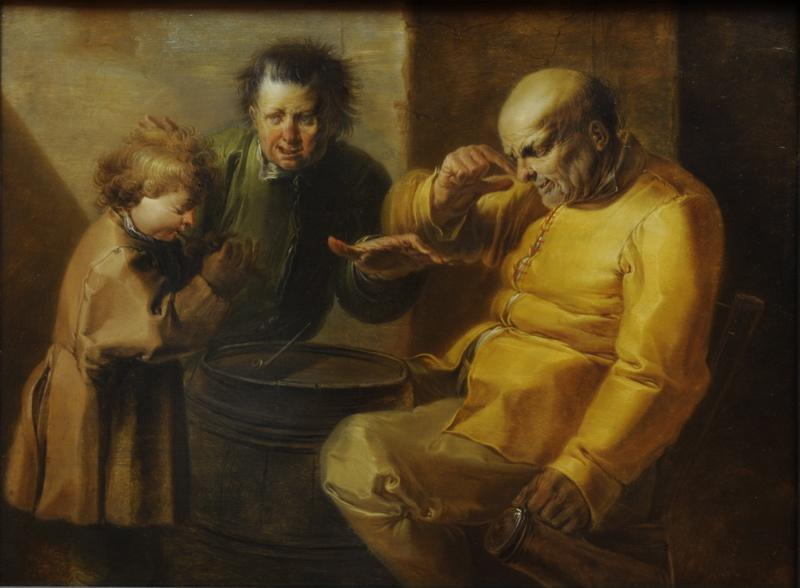
Les trois âges de la vie

Hans Vlieghe propose en 1983 que l'artiste ait été né à Malines vers 1600. Jan van de Venne devint maître à Bruxelles en 1616. Il est probable qu'il soit resté actif principalement à Bruxelles. En témoignent ses relations avec des personnalités éminentes de Bruxelles, y compris à la cour. Le cardinal-infant Ferdinand d'Autriche et l'archiduc Léopold-Guillaume, gouverneurs des Pays-Bas espagnols, étaient ses mécènes. 
Un paiement fait à sa veuve en 1651 témoigne de son décès dans ou avent cette année.

## Œuvre

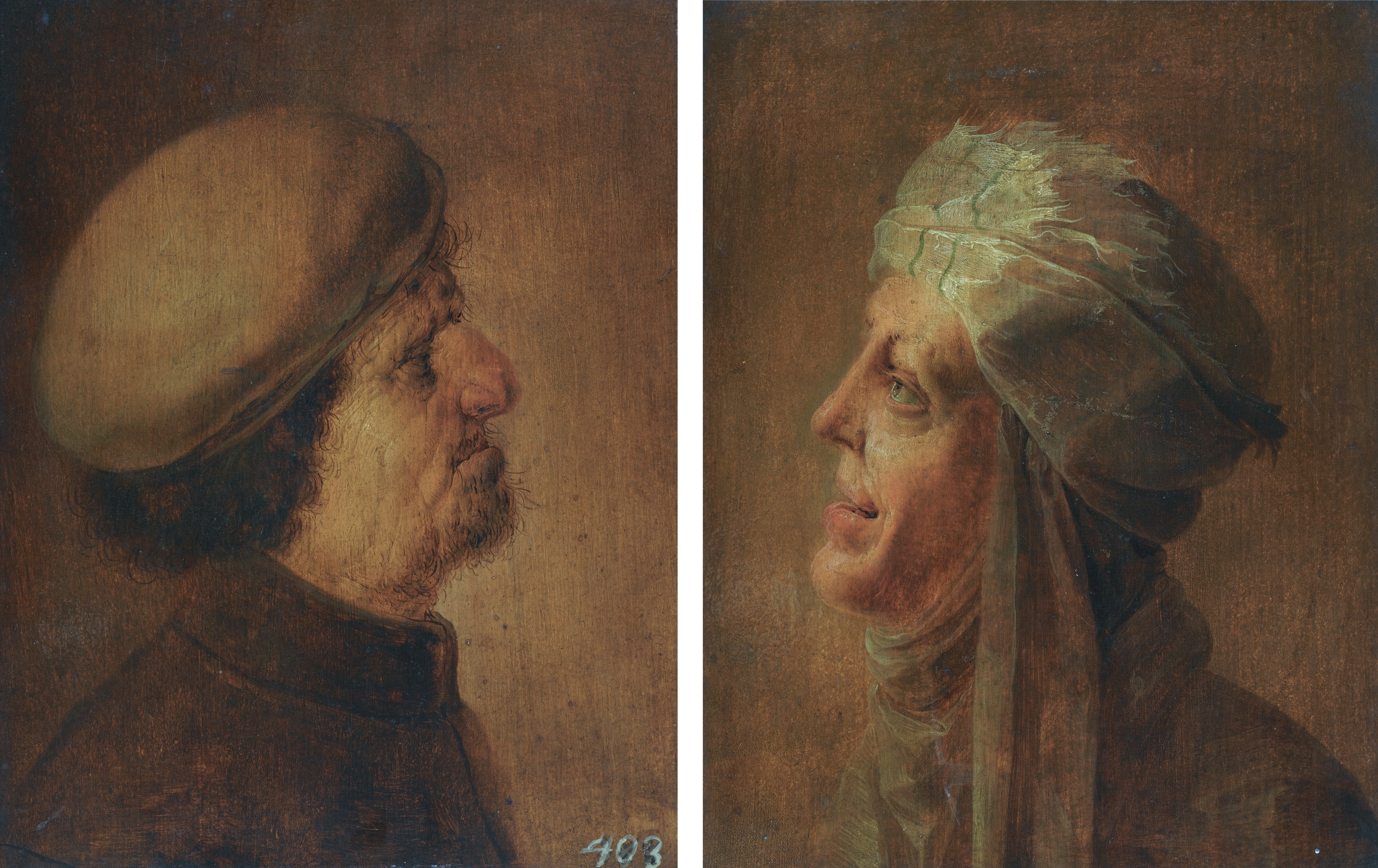
Têtes d'un vieil homme et d'une vieille femme, huile sur panneau.

Jan van de Venne s'est spécialisé dans les scènes de genre et les têtes d'expression caricaturales (appelées des tronies en néerlandais). Le misérabilisme de ses personnages, souvent représentés de profil, comme la virtuosité des effets de pâte rapprochent sa production de l'œuvre précoce de Georges de la Tour. Dans ses effets de la lumière qui font scintiller les plis des vêtements et des rides il évoque en quelque sorte les derniers maniéristes français tels que Claude Vignon ou Claude Deruet. Il est aussi auteur de tableaux religieux.

## Collections publiques
- Dijon, musée des beaux-arts de Dijon :
  - Tête de vieillard, huile sur bois,
  - Tête de vieille femme, huile sur bois.

## Œuvres choisies

Tronies
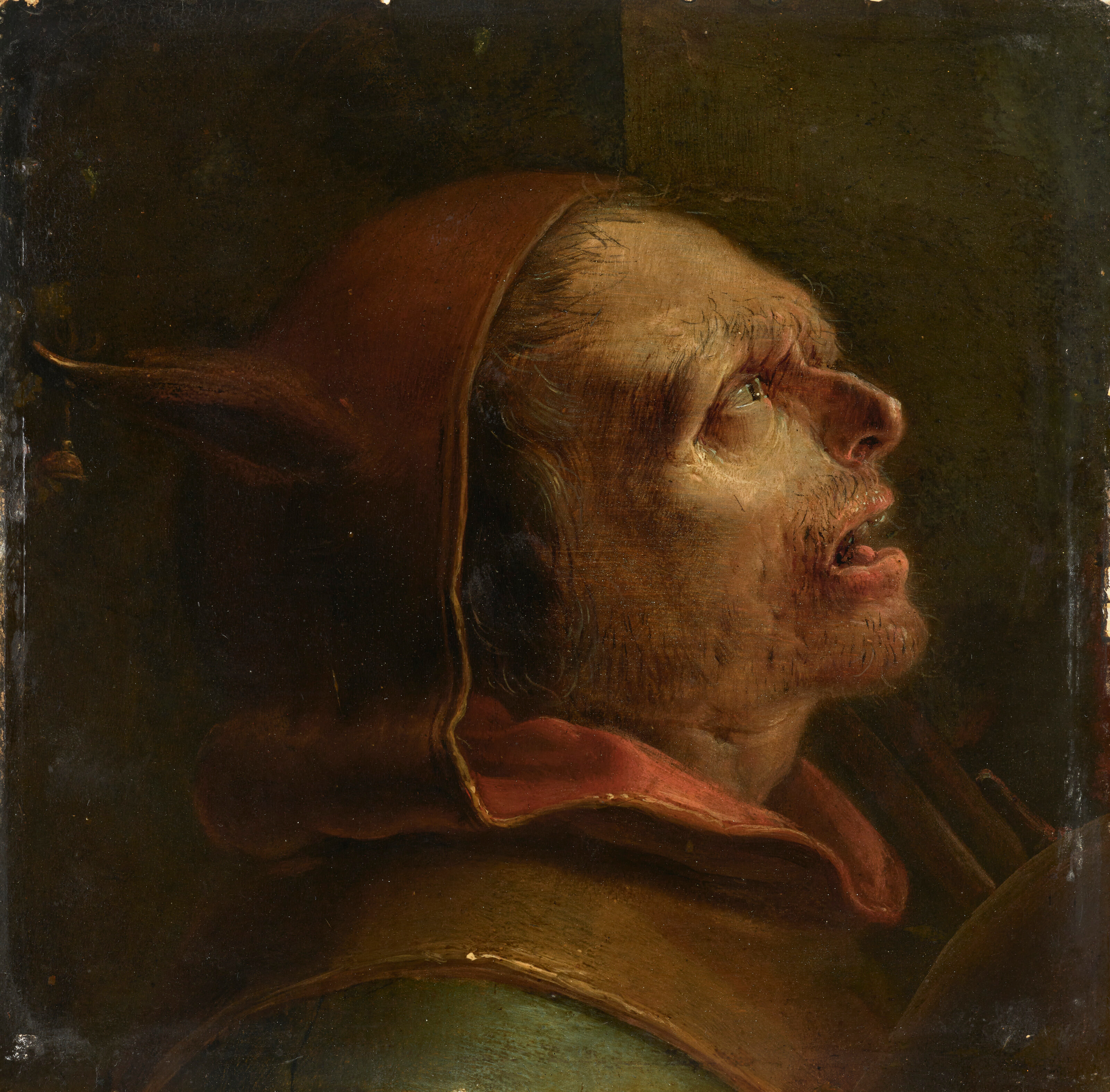
Tête de fou, vue de profil
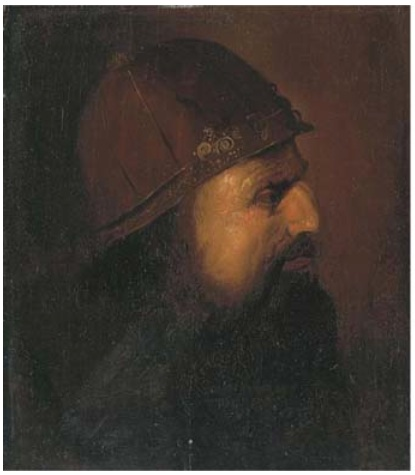
Tête de soldat en armure
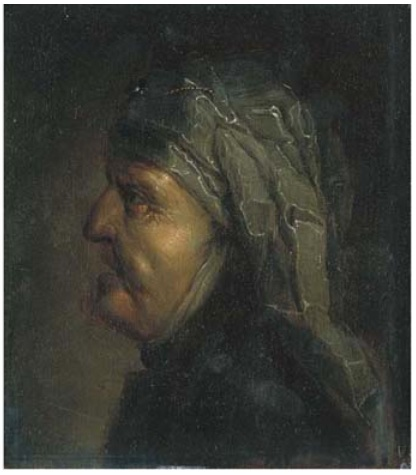
Tête de femme agée

Scènes de genre
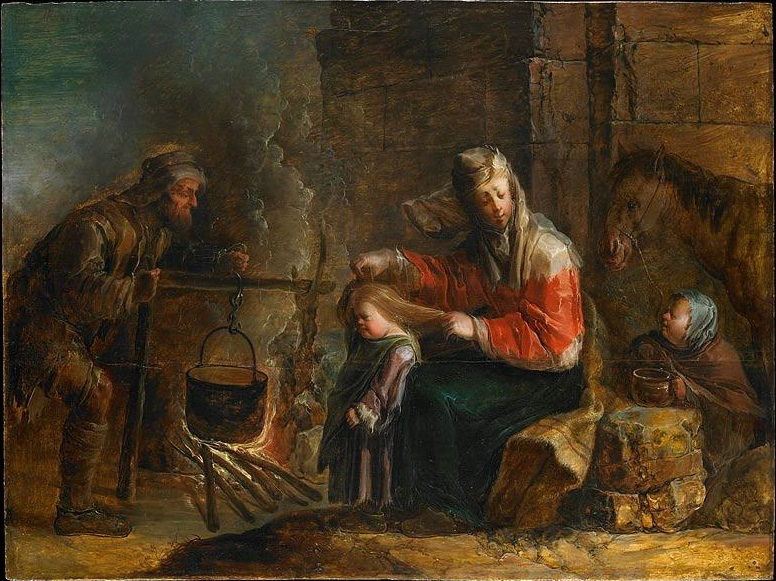
Famille de gitans
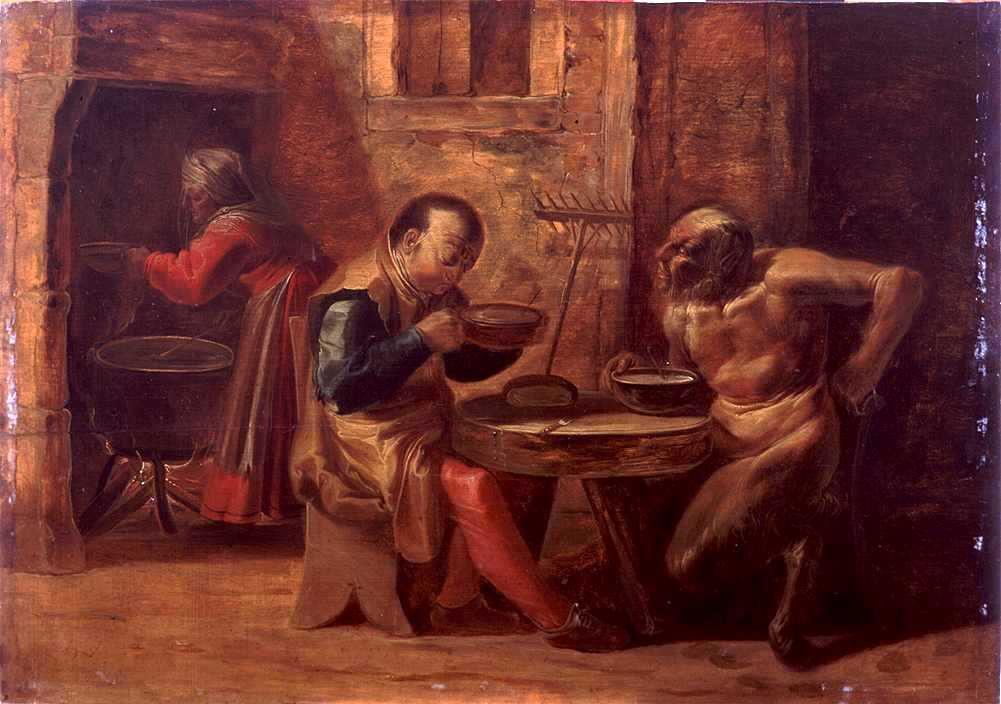
Le Satyre à la ferme